# シーラント (歯科)
シーラント（Dental sealant）は、う蝕予防のために歯の小窩裂孔に樹脂をつめる歯科処置。フィッシャーシーラントとも呼ばれる。

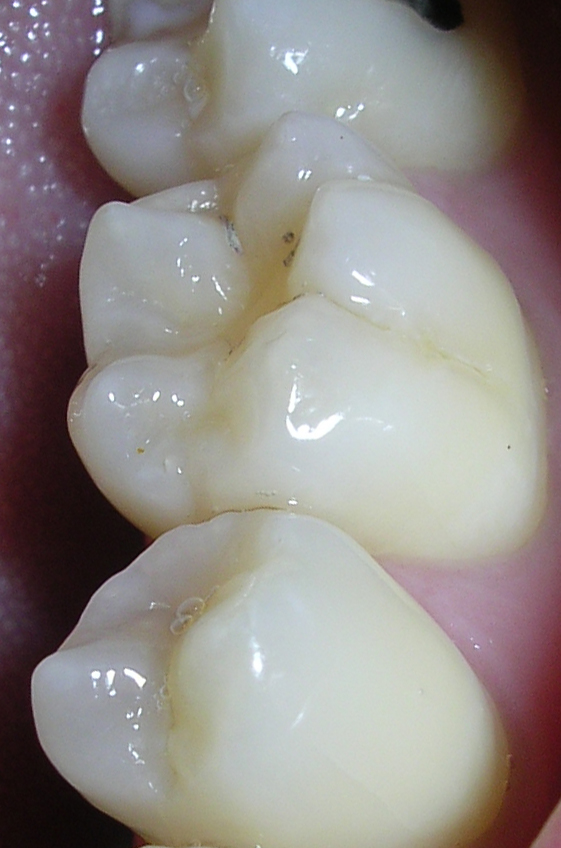
シーラント処置を施された臼歯

## 歴史
1970年代よりアメリカでは平滑面のう蝕は減少傾向にある。これは上水道へのフッ素添加の普及、社会の口腔衛生意識の高まりによる。しかし口腔の奥にある小臼歯や大臼歯は、小窩や裂孔を持つため歯磨きで清潔に保つことが難しい。
この側面に対処するため、1960年代から1970年代はじめに第一世代のシーラントが開発され、アメリカ食品医薬品局により承認された。グラスアイオノマーセメントによるシーラントは1974年に J.W. McLean とA.D. Wilsonにより導入された。

## 方法
シーラントは通常歯科医院で行われる。歯科医師や歯科衛生士が歯の表面を清掃後、完全に乾燥させ、小窩裂孔に樹脂をつめる。樹脂は光硬化型と化学硬化型がある。シーラントは経年劣化を起こすが、5年程度もつとされる。